# روزين ديميتروف
روزين ديميتروف هو فنان قتال مختلط بلغاري، ولد في 10 مايو 1982 في صوفيا في بلغاريا.

## وصلات خارجية
- روزين ديميتروف على موقع شيردوغ (الإنجليزية)